# Gungnyeo
Gungnyeo (궁녀, 宮女, Gungnyeo, Kungnyŏ; "dama de palau") és un terme coreà utilitzat per referir-se a les dones que cuidaven el rei o altres membres de la família reial a la societat coreana dominant. És l'abreviatura de gungjung yeogwan (궁중여관), que es tradueix com a "funcionària de la cort reial", i inclou en la categoria les sanggung (matrones del palau) i la na-in (assistents de la cort), ambdues amb rang de funcionàries.
El terme s'utilitza àmpliament per incloure també dones de classe baixa sense rang, com ara musuri (donzelles), gaksimi (donnzelles de les sanggung), sonnim (donzelles de les concubines del rei) i uinyeo (dones medecina).

## Institució
La primera menció de les gungnyeo es produeix a la Goryeosa, la col·lecció de la història de Goryeo, però es tracta d'un període històric durant el qual no estaven clarament definides i no se sap com servien a la cort ni quins procediments se'ls aplicaven. Se suposa que el terme s'utilitzava per referir-se a totes les dones de cort al servei del rei. En els documents relacionats amb aquest període, la posició social d'una gunnyeo era generalment la d'una classe plebea o baixa, categoria a la qual pertanyien les filles d'esclaus, les concubines i els cheonmin (intocables). L'any 22 (1168) del rei Uijong de Goryeo, les gungnyeo es van dividir en sanggung (상궁, 尙宮, encarregada de la gestió del palau), sangchim (상침, 尙寢, encarregada de la roba de llit), sangsik (상식, 尙食, treballadores de l'alimentació) i sangchim (상침, 尙針, treballadores de la costura). Fins i tot les dones músiques, anomenades yeo-ak (여악, 女樂), eren gungnyeo.
La institució real de les gungnyeo es va produir el 1392 amb el naixement del regne de Joseon pel rei Taejo i per suggeriment de Jo Jun i altres funcionaris. El 1428, el rei Sejong el Gran va crear un sistema detallat per gestionar les gungnyeo, dividint-les en naegwan (treballadores internes relacionades amb la família reial) i gunggwan (treballadores de palau), i va definir els seus rangs, títols i posició social. Va institucionalitzar encara més el sistema, fent alguns canvis, al daejeon Gyeongguk (Codex complet).
Com que la vida de la cort durant l'era Joseon es va centrar al voltant del rei, es necessitaven moltes dones de la cort. Van ser assignades al pavelló principal (대전, 大殿, Daejeon), al pavelló de la reina o al pavelló interior (내전, 內殿, Naejeon), al pavelló de la reina mare (대비전, 大妃殿, Daebijeon) o el pavelló del príncep hereu (세자궁, 世子宮, Sejagung oppure 동궁, 東宮, Donggung), però també als palaus per a la veneració dels avantpassats i als seus annexes. Les gunnyeo que treballaven al palau principal menyspreaven les empleades des edificis annexos, anomenant-les gunggeot, "les del palau".
El nombre total de gungnyeo va canviar amb el temps i segons les circumstàncies de la cort, però encara que no eren molt nombroses a principis de l'era Joseon, amb el temps van començar a augmentar. Durant el regnat del rei Seongjong (1469-1494), n'hi havia 105 (29 per a la mare del rei anterior, 27 per a la reina mare i 49 per al rei), mentre que durant el regnat del rei Gojong (1863-1907) 480 eren 480 empleades (100 per al rei, 100 per la reina, 100 per la reina mare, 60 per al príncep hereu, 40 per a l'esposa de l'hereu legítim, 50 per al fill del príncep i 30 per a la dona d'aquest últim).

## Elecció i educació

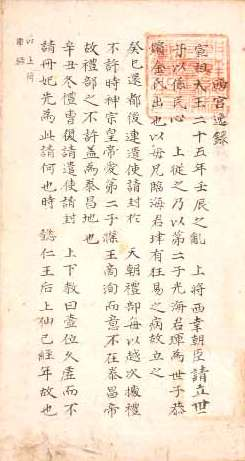
El Gyechuk ilgi, un diari de 1613.

L'elecció de les gunnyeo no es produïa a intervals regulars. En general, eren escollides entre les esclaves de la classe dominant en lloc de les filles dels plebeus; tanmateix, si les circumstàncies eren favorables, la gent del voltant del rei preferia triar-les entre les filles dels burgesos. Com a resultat, des del regnat del rei Gyeongjong (1720-1724), les filles de les classes baixes tenien prohibit convertir-se en gunnyeo. Segons el Sokdaejeon (Suplement al Codi Nacional), a partir del regnat del següent governant, Yeongjo, algunes esclaves de cada oficina governamental també van passar a ser gungnyeo.
L'elecció de les gungnyeo que ocuparien càrrecs importants a la cort interna, servint de prop el rei i la reina i tenint cura de la seva roba, era molt estricta: les candidates eren escollides personalment per les dames de la cort de més alt rang, les sanggung, entre les coneguts personals o seguint les tradicions familiars, i moltes gungnyeo en actiu recomanaven familiars. Provenien de la classe mitjana, incloent funcionaris educats del govern, funcionaris amb càrrecs hereditaris, oficials militars amb importants vincles familiars i fills il·legítims de nobles, mentre que les noies que serien destinades a altres departaments eren de classe baixa. Les gungnyeo ordinàries entraven al palau entre els dotze i els tretze anys, les que es dedicaven a la costura i el brodat entre els sis i els tretze anys, i les que servirien el rei i la reina entre els quatre i els vuit anys.
Les aprenents rebien l'educació necessària per ser competents com a gungnyeo, i aprenien la llengua de la cort, el comportament quotidià i l'escriptura en gungche, l'estil de palau. Algunes gungnyeo han deixat bones obres de cal·ligrafia escrites en hangul i utilitzant l'estil gungche, com el Gyechuk ilgi (Diari de l'any gyechuk, és a dir, 1613) i l'Inhyeon wanghujeon (Històries de la reina Inhyeon), considerats excel·lents exemples de la "literatura" de palau".
Le gunnyeo rebien un sou segons el seu rang i necessitats, i no era fix, sinó que variava segons les circumstàncies econòmiques de l'època. A part d'algunes ocasions especials, les gunnyeo romanien tancades al palau per la resta de la seva vida i només l'abandonaven un cop eren ancianes o malaltes perquè, a part del rei i la seva família, ningú, ni tan sols les concubines, no podia morir dins. Una sèrie de gungnyeo podien ser alliberades del palau en temps de sequera per apaivagar la catàstrofe natural, però les seves accions eren limitades, no podien casar-se, ni contactar amb homes o altres dones.

## Organització

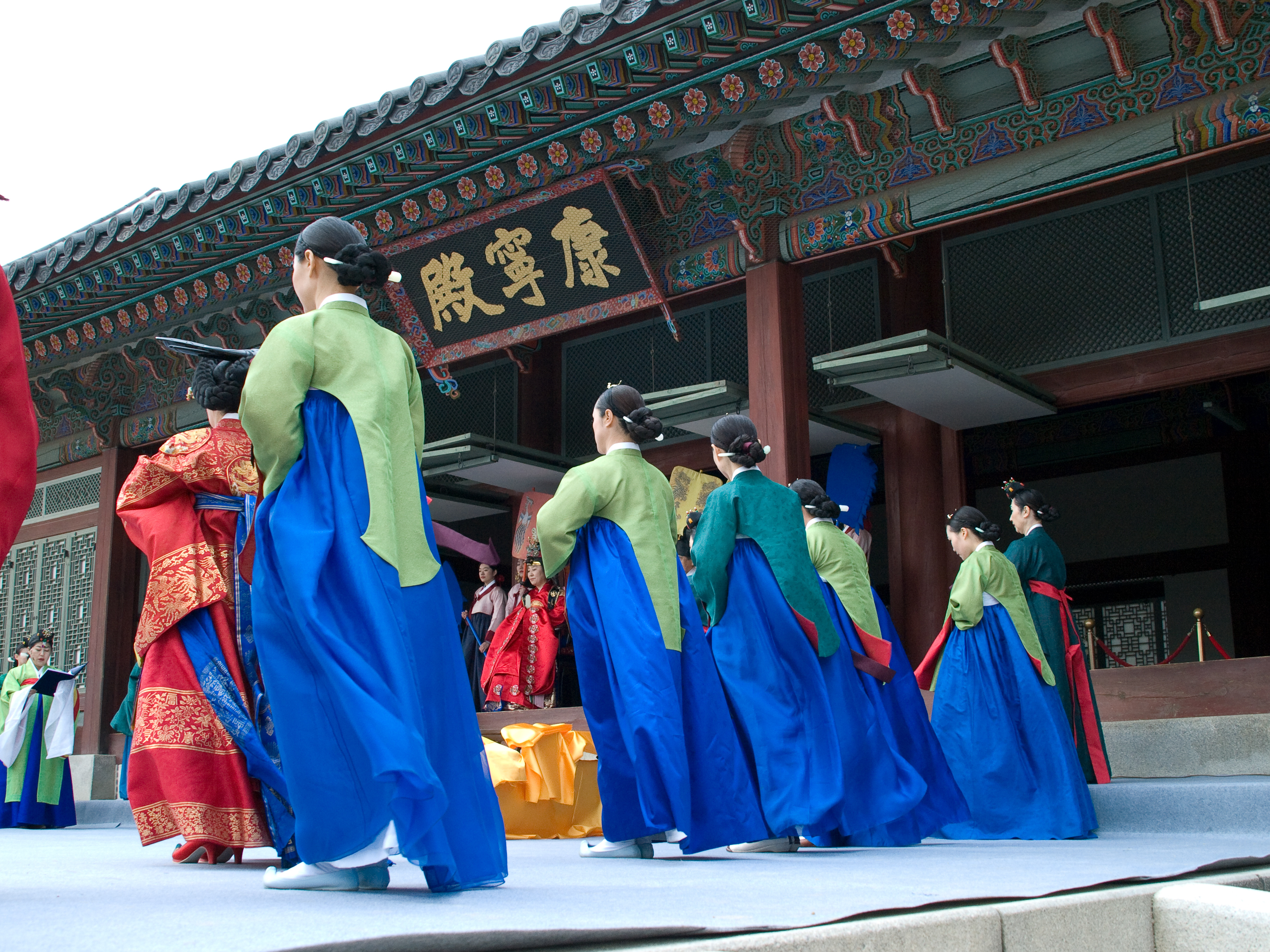
Gungnyeo vestides amb la jaqueta dangui i la faldilla chima del na-in.

Les gungnyeo eren supervisades pels superintendents i les sanggung, que tenien el rang més alt.
Les noies que encara no havien arribat a gwallye (관례, 冠禮), és a dir, la majoria d'edat segons el confucianisme, eren anomenades "aprenents de na-in " i es dividien en dos grups, saenggaksi i gaksi. El terme saenggaksi deriva del pentinat saengmeori que porten les noies, i només s'utilitzava a la cort interior, en la costura i el brodat. Després de quinze anys de servei al palau, l'aprenent na-in era ascendida a na-in i començava a portar la jaqueta dangui de color jade i la chima (una faldilla voluminosa) blau marí. Pel que fa als cabells, s'ajuntaven en un monyo al clatell i es portava una forquilla coneguda com a cheopji.
Una na-in podria ascendir a sanggung després d'almenys quinze anys de servei. Les jejo sanggung (제조상궁, 提調尙宮) o keunbang sanggung (큰방상궁) s'encarregaven de totes les gungnyeos, rebent ordres del rei i de vegades també vetllant per la influència política de la reina. La bujejo sanggung (부제조상궁, 副提調尙宮) o arigo sanggung (아리고상궁, 阿里庫尙宮), manejaven els objectes emmagatzemats al costat del pavelló. La jimil sanggung (지밀상궁, 至密尙宮) o la daeryeong sanggung (대령상궁) Tenia cura del rei o de la reina. La bomo sanggung (보모상궁, 保姆尙宮) cuidava dels prínceps i princeses, i les que servien al príncep hereu eren les més destacades del grup. La sinyeo sanggung (시녀상궁, 侍女尙宮) ajudava el rei, la reina i la reina mare durant les cerimònies o banquets nacionals, a més de manejar els llibres i documents del jimil sanggung. Les gamchal sanggung (감찰상궁, 監察尙宮) s'encarregaven de les recompenses i càstigs de les seves subordinades.
A grans trets, el terme gungnyeo també inclou les musuri (무수리), les gaksimi (각심이), les sonnim (손님) i les uinyeo (의녀, 醫女). Les musuri eren peons que s'encarregaven de tasques com treure aigua del pou o preparar el foc, a cada residència de la cort. Les Gaksimi eren donzelles domèstiques o cosidores a les residències privades de les sanggung en els seus dies lliures; el seu sou mensual el pagava l'estat i, per aquest motiu també se'ls anomenava bangja (방자), terme que indica un empleat en una oficina del govern. Les sonnims eren les donzelles de les concubines del rei, sovint emparentades amb elles i pagades per elles, i venien de fora del palau.
Les uinyeo eren dones medecina afiliades a la clínica reial (내의원, 內醫院, Nae-ui-won) que tractaven les gunnyeo amb acupuntura i actuaven com a comares quan la consort o les concubines del rei donaven a llum; en cas de banquets de cort, es transformaven en gisaeng. Van ser creades durant el regnat del rei Taejong perquè les consorts, concubines i gungnyeo, a causa de l'estricta segregació sexual confuciana de l'època, preferien morir en lloc de ser examinades per un home. Inicialment es van escollir esclaves d'altres oficis governamentals o d'emmagatzematge per al càrrec, però, sent intocables ignorants, el sistema no va funcionar massa bé. Les uinyeo van sobreviure fins al final de la dinastia Joseon i van desaparèixer amb l'arribada dels metges occidentals.
Les gunnyeo podien estar assignades al jimil (지밀, 至密), els pavellons interiors assignats a la família reial; al chimbang (침방, 針房), la sastreria; el subang (수방, 繡房), on es brodava; el sojubang (소주방, 燒廚房), la cuina, composta per disset edificis i dividida en naesojubang (내소주방, 內燒廚房), la cuina interior per als dinars diaris (외소주방, 外燒廚房), la cuina exterior on es preparava el menjar per a banquets i ofrenes rituals, i saengmulbang (생물방, 生物), que servia per als aperitius del rei; el saenggwabang (생과방, 生果房), que tractava de begudes i dolços; i el sedapbang (세답방), la bugaderia.
A més d'aquests departaments, n'hi havia quatre més: el sesugan (세수간, 洗手間) s'encarregava de rentar el rei i la reina; el toeseongan (퇴선간, 退膳間), on es disposava el menjar preparat a la cuina; el bogicheo (복이처, 僕伊處), que vetllava pels focs; i el deungchokbang (등촉방, 燈燭房), encarregat de les espelmes i els fanals.

## Graus
Les gunnyeo estaven subordinades a la reina i el seu rang oscil·lava entre el novè, el més baix, al cinquè, el més alt:
- 5è rang superior: Sanggung (상궁, 尙宮) i sangui (상의, 尙儀), "concubina reial". Es conferia per decret de la reina a les qui havien tingut relacions sexuals amb el rei.
- 5è rang inferior: Sangbok (상복, 尙服) i sangsik (상식, 尙食), "primera dama del palau". Dirigia el Secretariat de la Reina.
- 6è rang més alt: Sangchim (상침, 尙寢) i sanggong (상공,尙功), "dama del palau principal". Dirigia, per exemple, la cuina reial.
- 6è rang inferior: Sangjeong (상정, 尙正) i sanggi (상기, 尙記)
- 7è rang superior: Jeonbin (전빈, 典賓), jeonui (전의, 典依) i jeonson (전선, 典膳). Estava a càrrec d'una activitat concreta.
- 7è rang inferior: Jeonseol (전설, idioma), jeonje (전제) i jeoneon (전언)
- 8° rang superior – Jeonchan (전찬,典贊), jeonsik (전식,典飾) i jeonyak (전影?,典藥)
- 8è rang inferior: jeondeung (전등,典燈), jeonchae (전채,典彩) i jeonjeong (전정,典正)
- 9è rang més alt: Jugung (주궁,奏宮), jusang (주상,奏商) i jugak (주각,奏角)
- 9è rang inferior: Jubyeonchi (주변치), juchi (주치), juu (주우,奏羽) i jubyeongung (주변치,奏變宮)